# قطعنامه ۱۴ شورای امنیت
قطعنامه ۱۴ شورای امنیت سازمان ملل متحد که در تاریخ ۱۶ دسامبر ۱۹۴۶ تصویب شد، سندی بین‌المللی دربارهٔ چگونگی تعیین رئیس شورای امنیت است. این قطعنامه طی نشست ۸۴ام با ۹ موافق، ۰ مخالف و ۲ ممتنع تصویب شد.